# Траян (комуна, Телеорман)
Траян (рум. Traian) — комуна у повіті Телеорман в Румунії. До складу комуни входить єдине село Траян.
Комуна розташована на відстані 114 км на південний захід від Бухареста, 34 км на південний захід від Александрії, 113 км на південний схід від Крайови.

## Населення
За даними перепису населення 2002 року у комуні проживали 2216 осіб.
Національний склад населення комуни:
| Національність | Кількість осіб | Відсоток |
| -------------- | -------------- | -------- |
| румуни         | 2105           | 95,0%    |
| цигани         | 106            | 4,8%     |
| угорці         | 1              | < 0,1%   |
| українці       | 1              | < 0,1%   |
| німці          | 1              | < 0,1%   |
| греки          | 1              | < 0,1%   |

Рідною мовою назвали:
| Мова      | Кількість осіб | Відсоток |
| --------- | -------------- | -------- |
| румунська | 2117           | 95,5%    |
| циганська | 97             | 4,4%     |
| грецька   | 1              | < 0,1%   |

Склад населення комуни за віросповіданням:
| Релігія        | Кількість осіб | Відсоток |
| -------------- | -------------- | -------- |
| православні    | 2100           | 94,8%    |
| адвентисти     | 89             | 4,0%     |
| баптисти       | 25             | 1,1%     |
| греко-католики | 1              | < 0,1%   |
| бретрени       | 1              | < 0,1%   |

## Зовнішні посилання
- Дані про комуну Траян на сайті Ghidul Primăriilor